# Тайп

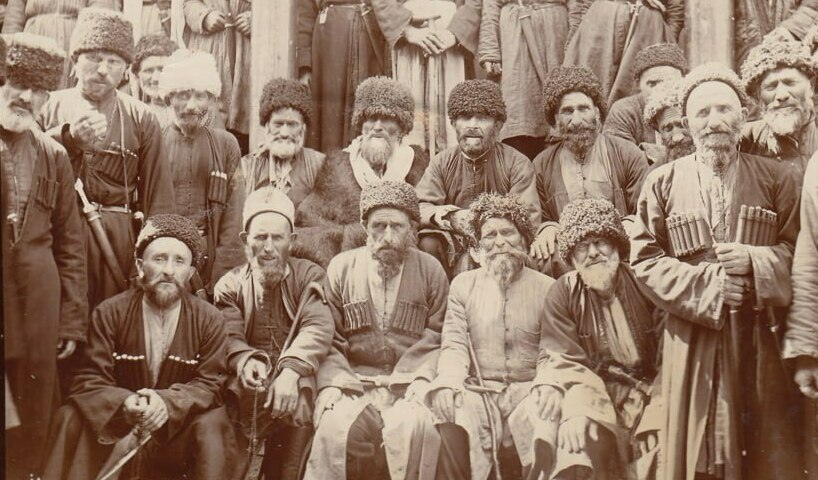
Старшины тайпа Зумсой. 1906 г., Горная Чечня

Тайп, тейп (нахск. тайпа) — единица организации чеченцев и ингушей, самоопределяющаяся иногда общим происхождением входящих в неё людей. Вероятно, изначально имела характер территориального и родоплеменного объединения. Тайповые структуры прослеживаются со времён средневековья и к современному историческому периоду продолжают иметь важное значение для большой части ингушского и чеченского этносов, хотя в разных районах Чечни и Ингушетии данный термин может восприниматься немного по-разному. Весь период существования тайпа происходили изменения в его организации, а также не прекращалось расселение вайнахов по «не родным» районам своей страны и другим регионам, в результате сегодня в чеченских, ингушских и некоторых дагестанских селениях можно встретить представителей десятков различных тайпов.

## Этимология
Вайнахское слово тайп(а), возможно, произошло от арабского слова таифа, которое означает «группу», «общину» или «сообщество людей» (араб. طائفة‎ [ˈt̪ˁɑːʔifa], множ. طوائف [t̪ˁɑˈwaːʔif], от араб. طاف‎ [ˈt̪ˁɑːfa] — «путешествовать»). В азербайджанском языке азерб. tayfa означает «племя». В киргизском тайпа — «группа». Исследователь Л. Илясов считает, что слово тайп проникло в Чечню не ранее XVII века, а различные формы родовых объединений, существовавшие у вайнахов ранее, именовались по-другому:33. В нахских языках тайп, как и арабское таифа, имеет второе значение — «вид», «сорт», «класс». Этнограф С. А. Хасиев отмечает, что некоторыми местными «исследователями высказывались опасения по поводу отождествления тайпа с этнографическим родом…»:73, в то время как термин тайп более многозначен. Видный знаток вайнахской истории А. А. Саламов писал: «Считаю незакономерным перевод на русский язык значение слова „тайпа“ как род (если … имеется в виду „род“ как социально-экономическая категория)».
В научной литературе и прессе XX и начала XXI веков термин пишется и произносится по-разному. Помимо принятого в 1934 году одним из первых исследователей тайпа М. А. Мамакаевым написания тайп (работа опубликована в 1936), часто используется другой вариант — тейп, а на бытовом уровне огласовка тэйп.
Существуют различные варианты этимологии названий отдельных тайпов: имя полумифического предка (гендаргеной, цонтарой, химой и др.), место жительства, род занятий (бавлой — «строители башен»), прошлое социальное положение (белгатой — «работающие на кого-то», ялхой — «выплачивающие подать, ясак»), войсковые отряды:35 (лашкарой — «вспомогательные отряды», ширдой — «пращники»).

## Понятие термина
Согласно современной научной терминологии, нахский тайп является некой идентичностью, группой происхождения. Такие формы часто имеют различное понимание среди своих носителей и среди исследователей. В работах кавказоведов определения термина тайп могут различаться — его определяют и этнической общностью, и социальной, а иногда и смешанной — этно-социальной. При рассмотрении фрагментации нахского этноса на устойчивые традиционные структуры исследователи обычно сообщают только о вайнахских тайпах — ингушских и чеченских, лишь изредка упоминая тайпизм у других нахов — бацбийцев.
Сформировавшийся в известный исторический период тайп можно отнести к классическим группам происхождения, с характерной мифологией общего предка и идеей патрилинеальной наследственности.
Вайнахским тайпом обычно называется родо-племенное объединение, связанное в древности общей территорией проживания, некоторое отличие имеет чеченский тайп — его нельзя относить к общепринятому понятию род несмотря на то, что по внешним признакам он и напоминает его. Основные отличия чеченского тайпа от рода: в тайпе кровная месть не распространяется на всех его членов, может не быть хозяйственной и имущественной общности. Некоторые варианты определений для тайпа:
1. М. А. Мамакаев, 1973. Тайп (периода XVIII — нач. XIX вв.) — совокупность родственных групп людей или семейств, происходивших от одного общего предка и сформировавшихся на основе примитивных производственных отношений. Члены тайпа, имея одинаковые личные права, были связаны между собой кровным родством по отцовской линии. Иными словами, в понимании чеченца и ингуша тайп — это патриархальная, экзогамная группа людей, которая происходит от одного общего предка[11]:21-23.
2. С. А. Хасиев, 1986. Тайп — первоначально искусственная общность низших слоев населения, предназначенная сплотить их в социальной борьбе за свои права, позднее, в период классового общества, тайп остаётся как пережиточное явление. Тайп несёт на себе отпечаток разноэтнического, сословного, географического и производственного характера. Основной причиной образования общественного института тайпа являлась антифеодальная борьба вайнахского крестьянства против феодалов, как своих, так и пришлых[3]:75-76.
3. Т. А. Мазаева, 1999. Тайп — кровнородственное объединение семей по отцовской линии, которое может насчитывать от 30 до 40 поколений, многие подобные объединения имеют своего полумифического предка. В прошлом тайпы обладали своей собственной территорией, кладбищами, боевыми башнями, храмами и святилищами[7].
4. Л. Ильясов, 2001. Тайп — «институт, выполняющий социально организующие функции (то есть функции государства на примитивном уровне) и имеющий единую территорию, общую экономическую, правовую и идеологическую базу». Это объединение обычно состояло из одного или нескольких сёл, но его нельзя отождествлять ни с родовой, ни с племенной организацией, типологически он сравним лишь с классической сельской общиной[2]:33.

## Количество тайпов
В среде современных нахских народов (чеченцев, ингушей и бацбийцев) и в среде средневековых носителей нахских языков (локальных обществ, прямых предков современных нахов, общее количество тайпов подсчитать достаточно сложно и на сегодняшний день исследователями даются неточные цифры. Связано это с тем, что термин тайп многосложен и даже среди самих нахов может восприниматься в разных районах по-разному, поэтому, например, чёткое отделение тайпа от гара и некъи (ветвей тайпа) или фамилии иногда может быть несколько условным. В известный современной науке период истории нахов (начиная с XVI—XVII вв.) постоянно шёл процесс преобразования тайпов, некоторые исчезали (их представители гибли в войнах, переселялись в соседние регионы или ассимилировались другими тайпами), некоторые тайпы, наоборот, — только сформировывались (иногда, с участием представителей не нахских этносов), также были тайпы, разраставшиеся и разделявшиеся на меньшие группы, часть которых со временем сама становилась тайпами. В связи с динамическими процессами взаимной ассимиляции тайпов среди исследователей часто возникают неточности в определении, какие именно из известных средневековых горных тайпов явились основой складывания в дальнейшем как чеченского, так и ингушского народов.
- Бацбийцы/цова-тушины (бацби). Число тайпов среди бацбийцев на сегодняшний день не исследовано.
- Ингуши (галгай). У ингушей насчитывается более 50 тайпов.
- Чеченцы (нохчий). В середине XIX века чеченское общество состояло более чем из 135 тайпов, около 100 из которых были объединены в 9 союзов-тукхумов[11]:18-19, в наши дни насчитывают до 100—110 так называемых «горных тайпов» и 60—70 «равнинных»[14][К. 1]. При этом стоит учесть, что все равнинные жители Чечни являются вышедшими из гор, некоторые из которых образовали новые тайпы на равнине, а большая часть сохранила свои горные тайповые названия и на равнине[16].

## Исследования
Начиная с 20-х годов XX века среди многих советских исследователей Кавказа господствовал тезис, связанный с представлением о вайнахах как обществе, застывшем на стадии родо-племенных (тайповых) отношений вплоть до Октябрьской революции 1917 года:294. Например, историк-марксист М. Н. Покровский писал, что «Чечня конца XVIII столетия — страна дофеодальной патриархально-родовой демократии», видный историк и источниковед Е. Н. Кушева также делала вывод о том, что в горных районах Чечни и Ингушетии в XVI—XVII веках население жило «родо-племенными образованиями». С этими представлениями об отсталости вайнахского общества и некоторой его идеализацией связано то, что в 30-е годы XX века даже некоторые местные исследователи предпринимали попытки назвать общественно-экономический строй вайнахов родо-племенным — «тайпизмом» или «тайповым строем». Против этого взгляда выступил М. А. Мамакаев в своей работе «Чеченский тайп в период его разложения», где он опроверг представление о родовом единстве вайнахов накануне революции 1917 года и о том, что их общество не знало внутри себя ни сословного деления, ни общественного антагонизма. В своей работе он доказывал, что тайп, пройдя многовековую историю, на определённом этапе пришёл к распаду прежнего родового единства. Исследование М. А. Мамакаева стало очень популярным и дважды переиздавалось в 1960-е — 1970-е годы. 
Во второй половине XX века, прямо или косвенно, проблему вайнахского тайпа затрагивали в своих работах ряд известных исследователей истории и этнографии Чечни и Ингушетии: Ш. Б. Ахмадов, Л. Ильясов, Т. А. Исаева, Т. А. Мазаева, И. М. Саидов, А. А. Саламов, А. С. Сулейманов, С. А. Хасиев, К. 3. Чокаев, А. И. Шамилев и др., однако история тайпа по сей день вызывает споры и дискуссии, оставаясь в некоторых вопросах до конца не понятой и малоисследованной в монографическом плане:295.

## История

### Возникновение
«Тайпы и тайповая организация — это порождение общественного строя, происхождение и расцвет которого значительно древнее того периода вайнахской истории, который поддается относительно полной реконструкции с точки зрения его социальных институтов».— Мамакаев М. А. Чеченский тайп в период его разложения. 1973 г.
Вероятно, возникновение тайпово-тукхумной (у ингушей — шахар) структуры произошло в период после нашествия Тамерлана на Кавказ в конце XIV века. По предположению исследователя Л. Ильясова, разгром вайнахских обществ сопровождался также уничтожением их государственных институтов, со своими правящими династиями и цивилизованными навыками правления, которые предки чеченцев и ингушей нарабатывали веками:34. Этнограф С. А. Хасиев предполагает образование института тайпа около XVI века, хотя и не исключает возможности его возникновения и несколько ранее.:75-76. Также существует гипотеза (А. Х. Танкиев), что вайнахи уже в XIII веке, после нашествия монголов, стали объединяться в тайповые союзы для более эффективного отражения нападений врагов. Большинство исследователей сходятся во мнении, что в период политического и экономического упадка, когда вайнахи под натиском врагов вынуждены были уходить из плодородных долин в суровые ущелья гор, возникла социальная модель организации при низком уровне развития производительных сил и отсутствии классовой дифференциации общества — тайп.

Герб Чеченской Республики. Девятиконечная звезда, символизирующая девять чеченских тукхумов, как единый народ.

Вероятные способы образования тайповых сообществ:36: 1) объединение территориальных общин (в том числе военных поселений, ремесленных общин), 2) разрастание кровнородственных организаций и придание им социальных функций, то есть функций тайпа, 3) становление тайпа на базе компактно расселившихся групп чужеземцев.

### Период Ичкерии
В 1990-е годы, после распада СССР, в непризнанном государственном образовании Ичкерия была предпринята попытка увеличить влияние социальных институтов тайпов, с одновременной реанимацией древней правовой базы — адатов. Обсуждалась возможность создания тайпового парламента и тайпового правительства. Такая политика вызывала как положительные отзывы исследователей, так и отрицательные. Например Л. Ильясов в 2001 году в одной из своих работ замечает: «реанимация тайповых структур должна была неизбежно привести к развалу государства в современном смысле этого слова». В наши дни некоторые российские политики также обсуждают романтическую идею создания каких-либо административно-управляющих структур Чечни или Ингушетии на основе тайповой системы, однако, вероятно, многие из них не имеют никакого представления о самом тайпе как о социальной категории, ни о его функции применительно к современному чеченскому и ингушскому обществу:33.

### Чеченско-кумыкские территории
В результате массовых переселений восточных чеченцев в XIX—XX веках, возникла некоторая запутанность относительно исконной принадлежности ряда населённых пунктов между представителями тукхума аккий (аккинцев/ауховцев) и также проживающими в этих местах кумыками. Спорные территории располагаются в Терско-Сулакском междуречье на Кумыкской плоскости (совр. Северный Дагестан). Примером может служить история села Чонтаул в Кизилюртовском районе. Исследователь А. А. Адисултанов возводит происхождение его названия к вайнахскому Чонтой-Эвла («селение чонтойцев»), то есть селению тайпа чонтой, а исследователи Г. А. Сергеева, Ю. М. Идрисов и др. считают это село первоначально заселённым кумыками, а чеченцев — более поздними переселенцами. Кавказские войны с Царской Россией, а позднее депортация чеченцев и ингушей вызвали миграцию вайнахского населения, которое стало вторично расселяться по населённым пунктам Дагестана, возвращаясь из горных районов Чечни или мест ссылки, что привело к некоторой эскалации межэтнических конфликтов и политической окраске вопроса об исконных обитателях региона.

### Современность
В начале XXI века мнение самих ингушей и чеченцев о современной тайповой фрагментации нахского этноса сложилось неоднозначное. Согласно опросам, часть населения считает, что тайп несёт на себе определённые социальные функции и поныне, имея большое значение в жизни народа. Эти респонденты утверждают, что существование тайпов защищает нахский этнос как от давления извне — не позволяя утратить нахам свою идентичность и оберегая от чуждого влияния, так и изнутри — члены тайпового общества менее подвержены оскорблениям и унижениям в своём социуме. Среди опрошенных встречаются категорические заявления: «у чеченцев — тейповое общество, и все должны об этом знать. А кто этого не знает, вообще ничего не понимает».
Другая часть респондентов считает, что нахский тайп разложился и в наши дни уже не существует. «Кланы исчезли. Осталась только формальная идентичность как атрибут традиционализма. Молодёжь даже её уже не воспринимает серьёзно. Тейпы, находящиеся в конфликте, теперь женятся. Парни просто воруют невест — и всё, враги становятся родственниками». Среди опрошенных можно встретить мнение, что «для меня тейп — просто указывает на географическое происхождение семьи человека».
В любом случае — несёт ли тайп значительную социальную роль или только выполняет её формально, сегодня среди нахов, установив тайповую принадлежность, собеседники получают некоторый объём информации: они понимают район происхождения друг друга, могут примерно предположить где сейчас проживают родственники, также возможно установление общих знакомых, что может способствовать возникновению доверия при общении. Следует понимать, что в наши дни идея общего родства играет важную роль для сохранения тайповой идентичности, однако многие члены тайпов понимают, что представления о биологическом родстве — это во многом результат социальной конструкции.

## Функционирование тайпа

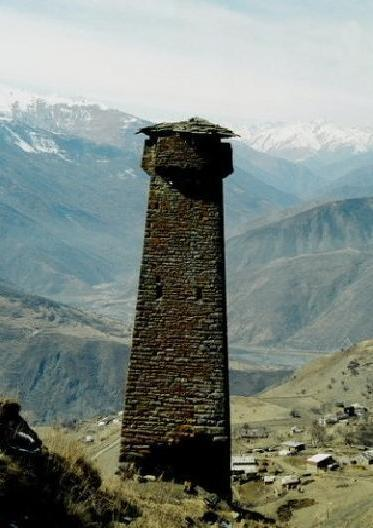
Башня в селе Тазбичи (Чӏаьнта — родовое село тайпа чантий).

Принципы организации тайпа:308-313:
1. Единство и незыблемость тайповых отношений для каждого сородича тайпа.
2. Право на общинное землевладение.
3. Убийство чести, когда посягается честь одного из членов семьи, часто применяется в случаях убийства, изнасилования, оскорбительных высказываний в адрес женщины из семьи или гомосексуализма. В случае женщин это также касается внебрачных связей, потери девственности и принятия порочных моральных норм, оскорбляющих честь семьи.
4. Безусловное запрещение брака между членами одного тайпа.
5. Оказание отдельным членам тайпа помощи в случае бедствий или несчастий.
6. В случае смерти члена тайпа — объявление траура всем тайпом. Строгое воздержание от участия в увеселениях.
7. Тайпом руководил тайпанан хьалханча — предводитель тайпа, возглавлявший Совет старейшин.
8. Выбор предводителя, производившийся Советом старейшин, не носил наследственного характера.
9. Каждый тайп имел свой Совет старейшин.
10. Совет старейшин избирался из числа мудрых и уважаемых людей пожилого возраста, но независимо от имущественного ценза.
11. Совет старейшин заседал открыто, и каждый чеченец мог прийти по своему желанию и присутствовать сам, получить слово и высказать своё мнение.
12. Все члены Совета старейшин имели равные права.
13. Тайп имел право смещать и назначать своего предводителя и военачальника.
14. Бесправное положение женщины при решении правовых вопросов.
15. Право на усыновление посторонних людей — принятие в состав данного тайпа.
16. Переход имущества умершего к членам тайпа.
17. Каждый тайп имел своё определённое имя, полученное им от своего предполагаемого родоначальника и принадлежавшее исключительно ему одному.
18. Тайп занимал особую территорию и имел свою тайповую гору.
19. Тайпу принадлежала и тайповая башня, возведённая его родоначальником.
20. Тайп имел своё божество с определённым образом религиозного культа.
21. Тайп открывал праздники, связанные с культом своего божества.
22. Тайп имел своё отдельное тайповое кладбище.
23. Тайповое гостеприимство.

## Структура
В период становления тайпа как социальной структуры в него входили различные родственные объединения, самое крупное из которых вар — род. Со временем вар вышел у чеченцев из употребления, его более широкие социальные функции перешли к тайпу, а более узкие — к мелким кровнородственным объединениям — некъи; у ингушей понятие вар сохранилось, но уже в ином значении:33, 35. Внутренняя структура тайпа: «моногамная семья» (доьзал) → «люди одного дома» (цӏа) → «люди одной дороги» (некъи) → «люди одной ветви» (гары) → тайп.
1. Тайп (род) возглавлял предводитель рода (чечен. тайпана хъальмчха(?)), которым мог быть лишь член рода, и всегда по крови. Род возглавлял не обязательно старейшина, налицо были только заслуги перед родом. Предводитель рода избирался Советом старейшин на неопределённый срок. Выбор предводителя рода не носил наследственного характера. Предводитель рода возглавлял лишь, если можно так сказать, гражданскую организацию рода.
2. Совет старейшин (чечен. тайпан кхел) руководил всей жизнедеятельностью рода. При выборе в Совет старейшин в принципе отсутствовал элемент наследования. Совет старейшин формировался по представительному принципу на неопределённый срок, обычно до смерти старейшины или его немощи, препятствующей участию в работе совета. Совет старейшин выбирал предводителя рода и военного предводителя рода. Реально Совет старейшин выбирался по принципу представительства от селения или внутри его на общем собрании членов рода, но постоянным органом был именно Совет старейшин, а не собрание рода. Реально это была единственная функция собрания рода.
3. Военный предводитель рода (чечен. бӏаьччи) мог быть и не член рода по крови, он возглавлял всю военную организацию рода. Военный предводитель рода выбирался Советом старейшин, при этом в расчёт принимались военные навыки и доблести. Военный предводитель рода не подчинялся предводителю рода по военным вопросам.

Тайповая организация — ячейка, в которой формируется личность. Тайп устанавливает и поддерживает этические нормы, воплощённые в понятии чечен. оьздангала, — скромность, воспитанность, собранность, чистосердечие, обходительность.

## Сопоставления
Ряд учёных ошибочно отождествляют с тайпом иные формы объединения у вайнахских и других кавказских народов, что связано со сложностью и некоторой запутанностью родовых групп у народов Кавказа в прошлом — «для обозначения этих групп употребляется иногда целый ряд терминов, как местных, так и заимствованных из других языков».

### Внутри вайнахского общества
Некоторые исследователи наделяют тайп теми же функциями, что и его древнего предшественника — вар (род). Другое объединение, вероятно, первоначально активно конкурировавшее с тайпом, конфессиональная община — вирд. Известны неоднократные случаи, когда вайнахи ставили вирдовое родство («вирда ваша») выше кровного:74.
- Вар (нахск. ваьр) — кровнородственное объединение, все члены которого восходят к реально существующему единому предку[2]:35.
- Вирд — бытовое название религиозной общины, своеобразие которой объясняется некоторыми особенностями распространения суфизма среди вайнахов.

### С другими народами Кавказа
Некоторые сопоставления вайнахского тайпа, как социального института, можно провести с подобными формами объединений у других кавказских народов (по С. А. Хасиеву):75-76:
- С адыгскими братствами, называемыми тлеух.
- Возможно тайп, а также группы тайпов (чеченские тукхумы, ингушские шахары) сопоставимы по некоторым аспектам с дагестанскими сообществами — тухумами.